# Angela Bensend
Angela Elizabeth Bensend (Plano, 23 luglio 1989) è una pallavolista statunitense.
Gioca nel ruolo di schiacciatrice.

## Carriera
Angela Bengsend inizia a giocare a pallavolo all'età di nove anni. Dopo le prime esperienze in ambito scolastico, nel 2007 entra a far parte della squadra della sua università, la Louisiana State University, di cui fa parte fino al 2010. Nella stagione 2011-12 inizia la carriera da professionista nel San Vito Volley, squadra della Serie A2 italiana, ma a gennaio viene svincolata, così firma con le Criollas de Caguas, senza però terminare la stagione.